# Révoltés d'Ajain
Les révoltés d'Ajain sont les paysans creusois qui, en juin 1848, se révoltent contre l'impôt des 45 centimes et marchent sur Guéret, préfecture du département de la Creuse dans la région Limousin. Le jeudi 15 juin 1848, à l'entrée de Guéret, l'affrontement avec la Garde nationale de la commune fait 16 morts parmi les manifestants, mettant un terme à ce qu'on a appelé la « révolte des 45 centimes ».

## Contexte

### L'impôt des 45 centimes
La Révolution de 1848 est déclenchée par les événements se déroulant à Paris les 23, 24 et 25 février 1848. Sous l'impulsion des libéraux et des républicains et, à la suite d'une fusillade meurtrière contre la population faisant ou moins une quarantaine de victimes, le peuple de Paris se soulève à nouveau et parvient à prendre le contrôle de la capitale. Le 24 février, Louis-Philippe est contraint d'abdiquer en faveur de son petit-fils, Philippe d'Orléans, qui n'est âgé que de neuf ans. Les révolutionnaires imposent alors un gouvernement provisoire républicain, abattant la Monarchie de Juillet et créant la Deuxième République le 25 février 1848. 
La nouvelle est connue dès le jour même à Guéret et dans la Creuse et soulève un immense espoir de renouveau et de liberté[réf. nécessaire]. Mais rapidement les événements déçoivent la population. Le gouvernement provisoire crée le 16 mars 1848 un impôt temporaire dit « impôt des 45 centimes » afin de faire face aux difficultés de trésorerie qu'il rencontre. Cet impôt provisoire représente une augmentation de l'imposition de 45 % pour l'année 1848.
L'impôt des 45 centimes, fortement impopulaire, détache une bonne partie des paysans de la République naissante au moment des élections à l'Assemblée nationale. Le gouvernement doit consentir des dégrèvements pour les petits imposables et se garde d'en exiger la perception jusqu'aux élections. Ce n'est qu'après les élections du 23 avril que la résistance s'amplifie. L'échec du général Louis Eugène Cavaignac à l'élection présidentielle de 1848 est en partie dû au fait que le gouvernement républicain n'abolit pas cet impôt et en exige fermement la perception, avec l'aide de l'armée ou de la gendarmerie (système des soldats dits « garnissaires »).

### Des acteurs inexpérimentés
La Garde nationale était théoriquement composée de tous les Français âgés de 20 à 60 ans (articles 2 et 9) mais la loi distingue le service ordinaire et le service de réserve (article 19), la répartition entre les deux étant faite par le conseil de recrutement de la commune, qui n'appelle au service ordinaire que ceux qui ont les moyens de supporter les frais d'habillement et d'armement et disposent du temps nécessaire pour le service. Aussi ne trouve-t-on dans le service ordinaire, le seul qui soit effectif, que des hommes aisés : ceci donne à la garde son caractère de milice bourgeoise, rempart des propriétaires contre le désordre. C'est une force civile, elle est organisée dans chaque commune (article 4) et placée sous l'autorité des maires, des préfets et du ministre de l'Intérieur (article 6). Ainsi la garde nationale de Guéret était composée des bourgeois et des artisans de la commune.

### Des manipulations bonapartistes?
L'abbé Dardy, dans son étude concernant Ajain, indique que cette révolte serait due à des interventions de militants socialistes creusois. Mais selon l'historien creusois Maurice Favone, ce sont des Bonapartistes unis pour l'occasion à des royalistes qui fomentèrent des troubles dans la Creuse. C'est à partir d'un journal bonapartiste édité à Montluçon que les paysans furent incités à la révolte.

## Déroulement

### Les prémices de l'affrontement
Le lundi 12 juin, c'est la fête dans la paroisse d'Ajain, les paysans des villages de la commune viennent au bourg pour assister à la messe et participer aux festivités. À la mi-journée deux brigades de gendarmes arrivent de Guéret commandées par le Lieutenant Jacques Saint-Germier. Ils cherchent un logement pour y passer la nuit afin d'assister et de protéger le percepteur dans sa collecte de l'impôt dès le lendemain. Les aubergistes du bourg refusent de loger la troupe. Les deux brigades rejoignent alors Guéret et constatent en traversant le village une inscription apposée sur l'arbre de la liberté : « Celui qui payera l'impôt forcé, voilà sa potence » et une corde est attachée à l’arbre. À son retour à Guéret, le lieutenant Saint-Germier fait son rapport au préfet entouré des notables de la ville, des officiers de la garde nationale et du commissaire de police.

### La journée du 15 juin 1848
Le jeudi 15 juin 1848, des paysans des communes d'Ajain, Ladapeyre et Pionnat marchent sur Guéret. Ils veulent délivrer leurs camarades emprisonnés pour s'être opposés à l'impôt que la nouvelle République vient de voter en juin 1848. À l'entrée de la ville, l'affrontement avec la Garde nationale fait 16 morts parmi les manifestants.

### Les victimes
Liste des victimes d'après l'ouvrage de Michèle Laforest, Les Révoltés d'Ajain :
- Tués : BORD MARTIN • AUFAURE JEAN •  PHILIPPON PIERRE •  CHAUDRON LAURENT •  AGUILLAUME JEAN •  GRAMPEIX FRANCOIS •  MALARDIER JEAN •  BOURLAUD GABRIEL  • LIONNET LOUIS •  DEBELLUT SILVAIN •  BOURLIAUD JEAN •  DEVIGE JEAN

- Blessés : AGUILLAUME •  AUFAURE  • CONCHON  • LECHAT •  ANDRIEUX  • MARTIN Silvain (décédé le 17 juin 1848) •  ROUGIER  • RANDONNEAU •  DURAND Martin (décédé le 16 juin)  • DEVOISE  • PARENTON  • ROTHONNET  • PERRIN (décédé)

## Épilogue
Lors des élections présidentielles françaises de 1848, les résultats sont catastrophiques pour les républicains : Louis Eugène Cavaignac, Alexandre Ledru-Rollin et Alphonse de Lamartine. Ces derniers dirigèrent le gouvernement provisoire de 1848 (24 février 1848 - 6 mai 1848) mis en place après la révolution parisienne de février 1848, puis la commission exécutive et enfin installèrent Louis Eugène Cavaignac, qui écrasa dans le sang les révoltes des Parisiens des journées de Juin entre les 22 et 26 juin 1848 et refusa de supprimer le nouvel impôt des 45 centimes. 
Napoléon III, soutenu par le Parti de l'Ordre, obtient plus de 75 % des voix en France et près de 95 % des voix en Creuse. La Creuse est un des six départements français où Napoléon a obtenu plus de 90 % des voix. 
| Résultats dans la Creuse | Voix   | %       |
| ------------------------ | ------ | ------- |
| Louis-Napoléon Bonaparte | 50 222 | 94,77 % |
| Louis Eugène Cavaignac   | 1 941  | 3,66 %  |
| Alexandre Ledru-Rollin   | 720    | 1,36 %  |
| Alphonse de Lamartine    | 55     | 0,10 %  |
| François-Vincent Raspail | 52     | 0,10 %  |
| Pierre Leroux            | 1      |         |

## À voir

### Mémoire
Le 30 octobre 2007, une plaque a été apposée sur un mur se trouvant rue Franklin Roosevelt à Guéret près de l'intersection avec l'avenue Pasteur. Cette plaque est située sur le lieu précis où les 16 paysans creusois furent tués lors de la révolte.
Le 17 juin 2018, à l'occasion des 170 ans de l'évènement, la municipalité d'Ajain a organisé une marche populaire et historique entre Ajain et Guéret pour commémorer cette tragédie .